# Twierdzenie Riesza (analiza funkcjonalna)
Twierdzenie Riesza – twierdzenie analizy funkcjonalnej mówiące, że kula w przestrzeni unormowanej jest zwarta wtedy i tylko wtedy, gdy przestrzeń ta ma skończony wymiar.